# Заволжский район (Ярославль)
Заво́лжский райо́н — один из шести административных районов Ярославля. Охватывает всю заволжскую часть города. На территории, включённой в район, проживает 115 573 чел. (2021) (20.37 % ярославцев).

## История
Заволжский район образован в 1938 году путём выделения из состава Кировского района его заволжской части.
В дальнейшем территория района много раз увеличивалась за счёт включения в городскую черту новых территорий.

## Население
| 1959     | 1970     | 1979     | 1989     | 2002     | 2009     | 2010     |
| -------- | -------- | -------- | -------- | -------- | -------- | -------- |
| 51 773   | ↗56 085  | ↗65 404  | ↗106 087 | ↗117 726 | ↗118 424 | ↘118 228 |
| 2011     | 2012     | 2013     | 2014     | 2015     | 2016     | 2017     |
| ↗118 300 | ↗119 216 | ↗119 911 | ↗120 042 | ↘119 850 | ↗119 921 | ↗120 636 |
| 2018     | 2019     | 2020     | 2021     |          |          |          |
| ↘120 427 | ↘120 178 | ↘118 659 | ↘115 573 |          |          |          |